# José Júlio Cansanção
José Júlio Bezerra Cansanção (Pilar, 3 de janeiro de 1905 — , ) foi um médico e político brasileiro.

## Biografia
Iniciou seus estudos primários e secundários nos colégios Americano Batista e Nove de Janeiro, em Recife. Completou seu curso superior na Faculdade de Medicina da Bahia e na Universidade do Rio de Janeiro.
Na política, foi senador estadual reeleito por diversas legislaturas consecutivas, de 1915 a 1928. Na qualidade de vice-presidente do senado estadual, ocupou o cargo de governador de Alagoas, de 7 a 12 de junho de 1928. Foi membro da Associação Paulista de Medicina.